# 1936 Guerra Civil
1936 Guerra Civil es un juego de mesa de estrategia basado en la Guerra civil española y publicado en 2006.

## Presentación
El juego fue diseñado por Arturo García entre los años 2000 y 2006 tras un importante trabajo de documentación acerca de la Guerra civil. Tan solo se fabricaron 1936 unidades numeradas del juego.
El juego se compone de :
- 252 cartas (personajes, ejércitos, gestión, objetivos políticos y objetivos militares) ilustradas con imágenes procedentes de archivo y que contienen información histórica detallada.
- 4 tableros (dos tableros de bando, un tablero político y un tablero militar)
- 24 fichas marcadoras (arandelas)
- 1 libro de 36 páginas con las reglas del juego y diversos ejemplos

Cada partida dura entre 45 y 90 minutos.
El modo de juego es parecido a otros juegos de cartas como Magic: The Gathering.
El juego, además de utilizar el aspecto militar, también hace uso de los aspectos político, económico, social y cultural, evitando caer en simplificaciones. El juego pretende representar las variables que jugaron un papel en la guerra civil en uno y otro bando con el mayor detalle posible, aprovechando al máximo toda la riqueza histórica disponible.